# Soczewka (gromada)
Soczewka – dawna gromada, czyli najmniejsza jednostka podziału terytorialnego Polskiej Rzeczypospolitej Ludowej w latach 1954–1972.
Gromady, z gromadzkimi radami narodowymi (GRN) jako organami władzy najniższego stopnia na wsi, funkcjonowały od reformy reorganizującej administrację wiejską przeprowadzonej jesienią 1954 do momentu ich zniesienia z dniem 1 stycznia 1973, tym samym wypierając organizację gminną w latach 1954–1972.
Gromadę Soczewka z siedzibą GRN w Soczewce utworzono – jako jedną z 8759 gromad na obszarze Polski – w powiecie gostynińskim w woj. warszawskim, na mocy uchwały nr VI/10/3/54 WRN w Warszawie z dnia 5 października 1954. W skład jednostki weszły obszary dotychczasowych gromad Brwilno, Brwilno Dolne, Dzierzązna, Popłacin i Wola Brwileńska ze zniesionej gminy Łąck oraz obszar dotychczasowej gromady Soczewka ze zniesionej gminy Duninów w tymże powiecie. Dla gromady ustalono 13 członków gromadzkiej rady narodowej.
31 grudnia 1961 do gromady Soczewka włączono wsie Sendeń Duży i Sendeń Mały ze zniesionej gromady Białe w tymże powiecie.
Gromadę zniesiono 1 stycznia 1969, a jej obszar włączono do gromad Łąck (wsie Sendeń Duży i Sendeń Mały) i Duninów Nowy (wsie Brwilno, Brwilno Dolne, Dzierżązna, Popłacin, Soczewka i Wola Brwileńska) w tymże powiecie.